# 7515 Marrucino
A 7515 Marrucino (ideiglenes jelöléssel 1986 EF5) a Naprendszer kisbolygóövében található aszteroida. Giovanni de Sanctis fedezte fel 1986. március 5-én.